# 託夢
托夢，在道教與民間信仰中，鬼神如有意思表示，可在人的夢中出現而囑咐交代，或以各種情景示人，預知吉凶禍福。如枉死鬼魂，欲託付他人，以明案情；或是天仙神佛，欲警示檀越善信。
2019年4月17日，幼年居住於板橋慈惠宫的鴻海集團總裁郭台銘，至慈惠宫參拜，请示神谕是否要参加2020年中华民国总统选举，還說受媽祖託夢，一定要出來「為人民做一點事情」。「媽祖託夢」引發話題，台灣大學腦與心智科學研究所教授張芳嘉認為，就認知科學觀點，睡眠時大腦從視覺皮質區提取白天時的記憶，重整固化後變成長期的記憶，若要用一句話總結，就是「日有所思，夜有所夢」